# クレン古細菌
クレン古細菌（クレンこさいきん、クレンアーキオータ、Crenarchaeota、クレンアーキア/Crenarchaea）は、好熱菌を中心とした古細菌の分類群である。2018年9月現在、29属64種が含まれ、正式に発表されている古細菌のおおよそ1割強を占める。他の古細菌グループとは、基本的に16S rRNA系統解析によって区別される。進化速度が遅く、古細菌の祖先的な形質を残していると考えられたことから、ギリシャ語のκρηνη（ラテン文字: Crene、意味: 泉・源泉）に因んで命名された。
1988年に提唱されたエオサイト説は、現在の2分岐説（2ドメイン説）の基礎になっている。これはクレン古細菌（当時は硫黄依存好熱好酸菌と呼称）が真核生物の起源となったとする説であった。2ドメイン説では、アスガルト古細菌を真核生物の起源とする。

## 概要
元々系統解析により設定された門であり、表面的な性質はユーリ古細菌に属すテルモコックス綱やアルカエオグロブス綱とそれほど差はない。多くが超好熱菌や好熱好酸菌に占められ、水素や硫黄を酸化、あるいは従属栄養的に増殖するものが多い。典型的な例としては、好熱好酸好気性で硫黄を酸化するSulfolobus、110°Cで増殖する嫌気性のPyrodictiumなどが知られている。
固有の形質としては、ユーリ古細菌と異なり、ヒストンを持たないことが指摘されてきた。全ゲノムが解読されているクレン古細菌17種のうち、ヒストンと相同性のある遺伝子を持つのはテルモプロテウス目3種のみである。また、ほとんどの原核生物に保存されているFtsZも（1種を除いて）保有していない。細胞分裂については、2008年に別々の研究グループから、真核生物がエンドソーム小胞を形成する時と同様の機構（ESCRT複合体）を使うという報告がなされている。ただしテルモプロテウス目はFtsZもESCRT複合体も持たない。テルモプロテウス目はアクチンを用いた細胞分裂機構を持つと予想されている。
この他、ユーリ古細菌との比較では、古細菌型DNA複製酵素Pol Dを持たない、リボソームやRNAポリメラーゼのサブユニット数が多いなどの差異がある。細胞壁はユーリ古細菌ほど多様ではなく、Ignicoccus1属（細胞壁をもたない）を除き、S層が担う。Ignicoccusなど一部の種は、ジカルボン酸/4-ヒドロキシ酪酸回路というほかの生物では見られない炭素同化経路を使用しているようである。
ナノ古細菌はこの門の生物に寄生する。

## 分類
データベースにより分類が異なる。NCBI/LPSNの場合、2008年ごろまでは現在のTACK上門（除くコル古細菌）やアスガルド古細菌と呼ばれている系統の全てを含んでいたが、徐々に分割が進み、現在はテルモプロテウス綱のみを含む範囲に縮小している。
- テルモプロテウス綱
  - テルモプロテウス目（超好熱菌。桿菌。主に熱水鉱床に分布）
  - スルフォロブス目（好気性、好酸性。不定型球菌。生育温度は比較的低く、陸上温泉などに分布）
  - デスルフロコックス目（超好熱菌。球菌又はディスク状。生育温度が異常に高く、熱水噴出孔などに分布）
  - アキディロブス目（超好熱菌）
  - フェルウィディコックス目（好熱性。Fervidicoccus fontis 1種のみ。陸上温泉から分離）

以前、海洋性クレンアーキオータと呼ばれていたニトロソプミルス目、ケナルカエウム目は、現在タウム古細菌門に分離されることが多い。この他、クレン古細菌に近接するゲオ古細菌と呼ばれる系統が存在し、門相当か、あるいはクレン古細菌に属す新綱とされている。未培養のメタン菌であるウェルストラエテ古細菌も綱として編入される場合がある。
一方、全原核生物の分類を分岐距離で再評価したGTDB分類（The Genome Taxonomy Database）では、TACKを再度吸収して6綱（うち未記載綱4つを含む）となっている。
- テルモプロテウス綱/Thermoprotei
- ニトロソスパエラ綱/Nitrososphaeria（NCBI分類のタウム古細菌/Thaumarchaeotaに相当）
- コラルカエウム綱/Korarchaeia（NCBI分類のコル古細菌/Korarchaeotaに相当）
- バテュアルカエイア綱/Bathyarchaeia（NCBI分類のバテュ古細菌/Bathyarchaeotaに相当）
- メタノメテュリクス綱/Methanomethylicia（NCBI分類のウェルストラエテ古細菌/Verstraetearchaeotaに相当）

GTDB分類は全原核生物の分類を分岐距離で再評価したもので、古細菌はTACKが統合されるとともに、ユーリ古細菌は分割された。具体的には、NCBI分類においてTACKに含まれていた門が綱や目に格下げされてクレン古細菌に吸収されている。うちゲオ古細菌は目にまで格下げされ、テルモプロテウス綱に吸収、アイグ古細菌も同様に目に格下げされニトロソスパエラ綱に吸収される。元々クレン古細菌は、上記のうちコラルカエウム綱以外をすべて含んでいたが、その後の分割でユーリ古細菌に比べ細分化が進んでいた。
NCBI分類に基づく各目の系統関係は以下のようになる。
|  | Fervidicoccales（フェルウィディコックス目）                                                                    |
|  | |
|  | \| \| Desulfurococcales（デスルフロコックス目） \| \| \| \| \| \| Acidilobales（アキディロブス目） \| \| \| \| |
|  | |
|  | Desulfurococcales（デスルフロコックス目）                                                                      |
|  | |
|  | Acidilobales（アキディロブス目）                                                                               |
|  | |

|  | Desulfurococcales（デスルフロコックス目） |
|  |                                           |
|  | Acidilobales（アキディロブス目）          |
|  |                                           |

|  | Fervidicoccales（フェルウィディコックス目）                                                                    |
|  | |
|  | \| \| Desulfurococcales（デスルフロコックス目） \| \| \| \| \| \| Acidilobales（アキディロブス目） \| \| \| \| |
|  | |
|  | Desulfurococcales（デスルフロコックス目）                                                                      |
|  | |
|  | Acidilobales（アキディロブス目）                                                                               |
|  | |

|  | Desulfurococcales（デスルフロコックス目） |
|  |                                           |
|  | Acidilobales（アキディロブス目）          |
|  |                                           |

|  | Fervidicoccales（フェルウィディコックス目）                                                                    |
|  | |
|  | \| \| Desulfurococcales（デスルフロコックス目） \| \| \| \| \| \| Acidilobales（アキディロブス目） \| \| \| \| |
|  | |
|  | Desulfurococcales（デスルフロコックス目）                                                                      |
|  | |
|  | Acidilobales（アキディロブス目）                                                                               |
|  | |

|  | Desulfurococcales（デスルフロコックス目） |
|  |                                           |
|  | Acidilobales（アキディロブス目）          |
|  |                                           |

|  | Fervidicoccales（フェルウィディコックス目）                                                                    |
|  | |
|  | \| \| Desulfurococcales（デスルフロコックス目） \| \| \| \| \| \| Acidilobales（アキディロブス目） \| \| \| \| |
|  | |
|  | Desulfurococcales（デスルフロコックス目）                                                                      |
|  | |
|  | Acidilobales（アキディロブス目）                                                                               |
|  | |

|  | Desulfurococcales（デスルフロコックス目） |
|  |                                           |
|  | Acidilobales（アキディロブス目）          |
|  |                                           |

|  | Fervidicoccales（フェルウィディコックス目）                                                                    |
|  | |
|  | \| \| Desulfurococcales（デスルフロコックス目） \| \| \| \| \| \| Acidilobales（アキディロブス目） \| \| \| \| |
|  | |
|  | Desulfurococcales（デスルフロコックス目）                                                                      |
|  | |
|  | Acidilobales（アキディロブス目）                                                                               |
|  | |

|  | Desulfurococcales（デスルフロコックス目） |
|  |                                           |
|  | Acidilobales（アキディロブス目）          |
|  |                                           |

|  | Fervidicoccales（フェルウィディコックス目）                                                                    |
|  | |
|  | \| \| Desulfurococcales（デスルフロコックス目） \| \| \| \| \| \| Acidilobales（アキディロブス目） \| \| \| \| |
|  | |
|  | Desulfurococcales（デスルフロコックス目）                                                                      |
|  | |
|  | Acidilobales（アキディロブス目）                                                                               |
|  | |

|  | Desulfurococcales（デスルフロコックス目） |
|  |                                           |
|  | Acidilobales（アキディロブス目）          |
|  |                                           |

|  | Fervidicoccales（フェルウィディコックス目）                                                                    |
|  | |
|  | \| \| Desulfurococcales（デスルフロコックス目） \| \| \| \| \| \| Acidilobales（アキディロブス目） \| \| \| \| |
|  | |
|  | Desulfurococcales（デスルフロコックス目）                                                                      |
|  | |
|  | Acidilobales（アキディロブス目）                                                                               |
|  | |

|  | Desulfurococcales（デスルフロコックス目） |
|  |                                           |
|  | Acidilobales（アキディロブス目）          |
|  |                                           |

|  | Fervidicoccales（フェルウィディコックス目）                                                                    |
|  | |
|  | \| \| Desulfurococcales（デスルフロコックス目） \| \| \| \| \| \| Acidilobales（アキディロブス目） \| \| \| \| |
|  | |
|  | Desulfurococcales（デスルフロコックス目）                                                                      |
|  | |
|  | Acidilobales（アキディロブス目）                                                                               |
|  | |

|  | Desulfurococcales（デスルフロコックス目） |
|  |                                           |
|  | Acidilobales（アキディロブス目）          |
|  |                                           |

## 特徴
テルモプロテウス綱に属する各目に属する生物の特徴を述べる。テルモプロテウス綱は超好熱菌や好熱好酸菌より構成され、硫黄やチオ硫酸を代謝して硫酸イオンや硫化水素を生成する種が多い。Ignicoccus（外膜）を除き、細胞膜はS層。
テルモプロテウス目
ThermoproteusやThermofilum、Pyrobaculumなど。全種が超好熱性の桿菌で、主に陸上の熱水系に分布。通性嫌気性のPyrobaculum aerophilumを除いて、大半は水素や有機物を硫黄を還元して増殖する。クレン古細菌の中では最初に分岐した様で、ヒストンやアクチンを持っている。ESCRT複合体を持たず、出芽により増殖する。
スルフォロブス目
SulfolobusやAcidianus、Metallosphaeraなど。全種が好熱好酸菌。陸上の温泉や熱水泉、鉱山などの陸上熱水に分布し、クレン古細菌の中では特に好気性菌が多い。Sulfolobusの例では、好気条件下硫黄又は有機物を酸化する通性独立栄養生物である。Acidianusは、好気条件下であれば硫黄を酸化して硫酸イオンを生成し、嫌気条件であれば水素や有機物で硫黄を還元して硫化水素を生成する。
デスルフロコックス目
全種が超好熱菌。Pyrodictiumなど極度に高温を好む種を含む。海底熱水噴出孔や陸上の熱水系にも分布する。偏性好気性のAeropyrumや通性嫌気性のPyrolobus fumariiを除き偏性嫌気性。発酵や硫黄還元を行う従属栄養性の種が多い。
アキディロブス目
超好熱菌。主に陸上にある弱酸性の熱水系に分布する。嫌気性で有機物を発酵する。
フェルウィディコックス目
好熱性。嫌気性で発酵する。カムチャッカ半島の温泉から分離されたFervidicoccus fontis 1種のみ。